# Baitz Oszkár
Baitz Oszkár (Budapest, 1893. október 22. – Budapest, 1958. december 21.) beodrai, vezérőrnagy (lovasság) magyar katonatiszt, katonai attasé.

## Élete és pályafutása
Apja, beodrai Baitz József szintén hivatásos katonatiszt volt, vezérőrnagyi rangot ért el a császári és királyi hadseregben. Anyja neve bányavölgyi Tost Ilona.
Katonai tanulmányait a kismartoni katonai alreáliskolában kezdte, (1903-1907), majd  a soproni M. kir. honvéd főreáliskolában folytatta (1907-1910). Ezután elvégezte a mödlingi Műszaki Katonai Akadémia 1-2. évfolyamát (1910-1912), majd a Theresianum Katonai Akadémia 3. évfolyamát (1912–1913) Bécsújhelyen. 
Később, 1921–22-ben elvégezte a Magyar Királyi Honvéd Ludovika Akadémia tiszti továbbképző tanfolyamát, a Hadiakadémiát. Ugyancsak tanulmányokat folytatott a József nádor Műszaki és Gazdaságtudományi Egyetem Építészmérnöki Karán.
Az első világháborúban a cs. és kir. 10. huszárezredben volt beosztott tiszt, századparancsnok, majd a belgrádi vezérkari tanfolyam elvégzése után a 31. gyaloghadosztály, beosztott vezérkari tisztje. Az őszirózsás forradalom idején az akkori Magyar Néphadseregben szolgált, majd a Magyarországi Tanácsköztársaság idején a Vörös Hadseregben, a vörös vasas hadosztály törzsében volt beosztott tiszt. 1919 augusztusában csatlakozott a Nemzeti Hadsereghez, illetve később a Magyar Királyi Honvédségben folytatta pályafutását. 
1935-ben a magyar katonai hírszerzésben kapott beosztást, és 1935-ben katonai attasé lett Bukarestben, amely posztot 1941. januárig töltötte be. Párhuzamosan akkreditálták Ankarába is.
A második világháborúban csapatszolgálatot teljesített ezredparancsnoki, hadosztályparancsnok-helyettesi szinten; 1943 októberében nyugállományba helyezték.
1945-ben a HM igazoló bizottsága igazolta, de 1951 és 1953 között kitelepítették Pusztaföldvárra.
1958-ban hunyt el Budapesten, a Farkasréti temetőben temették el.

## Kitüntetései a viselési sorrendben
- Magyar Érdemrend középkeresztje (1941),
- Magyar Érdemkereszt III. osztálya (1935),
- Magyar Érdemkereszt IV. osztálya (1931),
- Ezüst Katonai Érdemérem hadiszalagon, kardokkal (két ízben),
- Bronz Katonai Érdemérem hadiszalagon, kardokkal,
- Kormányzói Dicsérő Elismerés Koronás Magyar Bronzérme, szalagján a hadidíszítménnyel és kardokkal ékesített III. osztályú Katonai Érdemkereszt kisebbített alakjával,
- Károly-csapatkereszt,
- Nemzetvédelmi Kereszt (1943),
- Háborús Emlékérem kardokkal és sisakkal,
- Erdélyi Emlékérem,
- Délvidéki Emlékérem,
- Német Sas Rend 1. osztályú érdemkeresztje (1942),
- bolgár Szent Sándor Rend parancsnoki keresztje (1942),
- dán Dannebrog Rend(wd) lovagkeresztje (1929),
- osztrák Háborús Emlékérem,
- bolgár Háborús Emlékérem,
- román I. Károly Király Emlékérem,
- török Trákia Emlékérem (1939),
- Német Lovagrend Mária-keresztje